# Frecuencia modulada pulsada
Un sistema de frecuencia modulada pulsada o chirping es un sistema de espectro ensanchado en el que la portadora de radiofrecuencia se modula con un periodo fijo y una secuencia de ciclo de trabajo fija. Al principio de cada pulso transmitido, la frecuencia de la portadora se modula en frecuencia, causando un ensanchado adicional de la portadora. El patrón de la modulación en frecuencia dependerá de la función de ensanchado que se elija. En algunos sistemas, la función de ensanchado es un barrido en frecuencia modulada lineal, barriendo las frecuencias hacia arriba o hacia abajo. La portadora se convierte en analógica.
- Datos: Q27304
- Multimedia: Chirp / Q27304